# Pietro Amici
Pietro Amici (Città di San Marino, 27 gennaio 2004) è un calciatore sammarinese, portiere del Pietracuta e della nazionale sammarinese.

## Carriera

### Club
Cresciuto nel settore giovanile della San Marino Academy, nel 2022 è stato acquistato dal Pietracuta. Dopo una stagione trascorsa giocando da titolare fisso nell'Eccellenza emiliano-romagnola con questo cliub, nell'estate del 2023 è stato ceduto in prestito alla Forsempronese, club di Serie D che al termine della stagione 2023-2024 lo ha acquistato a titolo definitivo.

### Nazionale
Ha giocato nelle nazionali giovanili sammarinesi Under-17, Under-19 ed Under-21.
Ha debuttato con la nazionale maggiore sammarinese il 24 marzo 2025 nell'incontro di qualificazione per il Campionato mondiale di calcio 2026 contro la Romania.

## Statistiche

### Presenze e reti nei club
Statistiche aggiornate al 1° dicembre 2024.
| Stagione             | Squadra              | Campionato           | Campionato | Campionato | Coppe nazionali | Coppe nazionali | Coppe nazionali | Coppe continentali | Coppe continentali | Coppe continentali | Altre coppe | Altre coppe | Altre coppe | Totale | Totale | Totale |
| Stagione             | Squadra              | Comp                 | Pres       | Reti       | Comp            | Pres            | Reti            | Comp               | Pres               | Reti               | Comp        | Pres        | Reti        | Pres   | Reti   |        |
| -------------------- | -------------------- | -------------------- | ---------- | ---------- | --------------- | --------------- | --------------- | ------------------ | ------------------ | ------------------ | ----------- | ----------- | ----------- | ------ | ------ | ------ |
| 2022-2023            | Pietracuta           | Ecc.                 | 33         | -36        | CI-Dil          | 0               | 0               | -                  | -                  | -                  | -           | -           | -           | 33     | -36    |        |
| 2023-2024            | Forsempronese        | D                    | 13         | -12        | CI-D            | 1               | -1              | -                  | -                  | -                  | -           | -           | -           | 14     | -13    |        |
| 2024-2025            | Forsempronese        | D                    | 3          | -6         | CI-D            | 1               | -3              | -                  | -                  | -                  | -           | -           | -           | 4      | -9     |        |
| Totale Forsempronese | Totale Forsempronese | Totale Forsempronese | 16         | -18        |                 | 2               | -4              |                    | -                  | -                  |             | -           | -           | 18     | -22    |        |
| 2025-2026            | Pietracuta           | Ecc.                 | 0          | 0          | CI-Dil          | 0               | 0               | -                  | -                  | -                  | -           | -           | -           | 0      | 0      |        |
| Totale Pietracuta    | Totale Pietracuta    | Totale Pietracuta    | 33         | -36        |                 | 0               | 0               |                    | -                  | -                  |             | -           | -           | 33     | -36    |        |
| Totale carriera      | Totale carriera      | Totale carriera      | 49         | -54        |                 | 2               | -4              |                    | -                  | -                  |             | -           | -           | 51     | -58    |        |

### Cronologia presenze e reti in nazionale
| Cronologia completa delle presenze e delle reti in nazionale ― San Marino | Cronologia completa delle presenze e delle reti in nazionale ― San Marino | Cronologia completa delle presenze e delle reti in nazionale ― San Marino | Cronologia completa delle presenze e delle reti in nazionale ― San Marino | Cronologia completa delle presenze e delle reti in nazionale ― San Marino | Cronologia completa delle presenze e delle reti in nazionale ― San Marino | Cronologia completa delle presenze e delle reti in nazionale ― San Marino | Cronologia completa delle presenze e delle reti in nazionale ― San Marino |
| Data                                                                      | Città                                                                     | In casa                                                                   | Risultato                                                                 | Ospiti                                                                    | Competizione                                                              | Reti                                                                      | Note                                                                      |
| ------------------------------------------------------------------------- | ------------------------------------------------------------------------- | ------------------------------------------------------------------------- | ------------------------------------------------------------------------- | ------------------------------------------------------------------------- | ------------------------------------------------------------------------- | ------------------------------------------------------------------------- | ------------------------------------------------------------------------- |
| 24-3-2025                                                                 | Serravalle                                                                | San Marino                                                                | 1 – 5                                                                     | Romania                                                                   | Qual. Mondiali 2026                                                       | -5                                                                        |                                                                           |
| Totale                                                                    |                                                                           | Presenze                                                                  | 1                                                                         |                                                                           | Reti                                                                      | -5                                                                        |                                                                           |